# Smith-Elisha House
 (avril 2020).
Pour les articles homonymes, voir Smith.
La Smith-Elisha House est une maison américaine dans le centre-ville d'Aspen, dans le Colorado. Elle est inscrite au Registre national des lieux historiques depuis le 19 janvier 1989.